# Schmale Straße 13 (Quedlinburg)

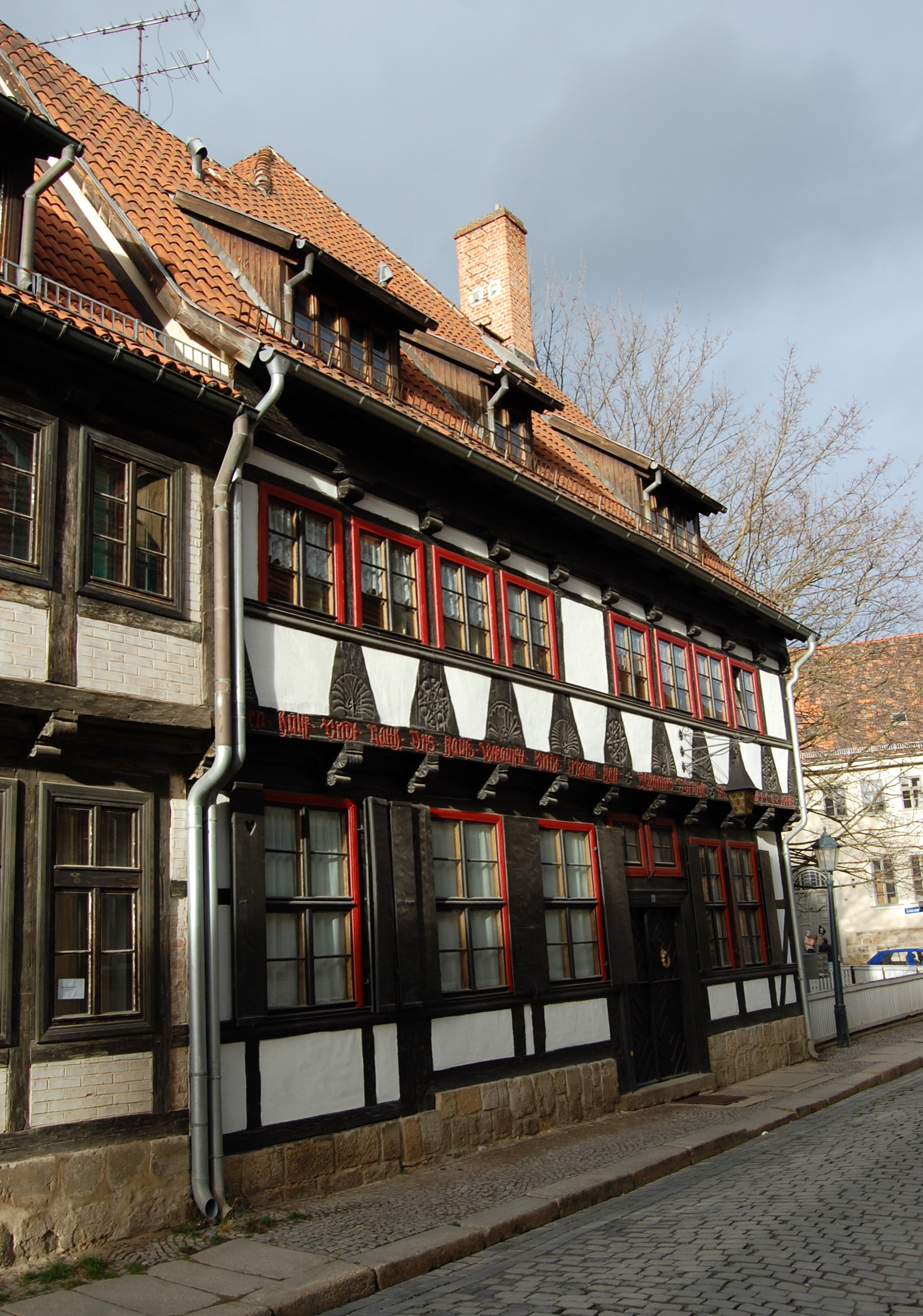
Kaufmannshof Schmale Straße 13 (2012)

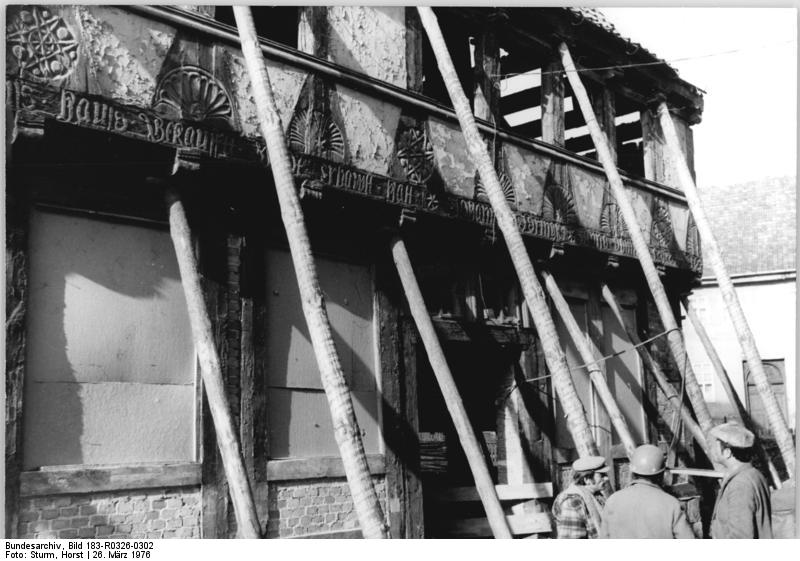
Haus während der Sanierung im Jahr 1976

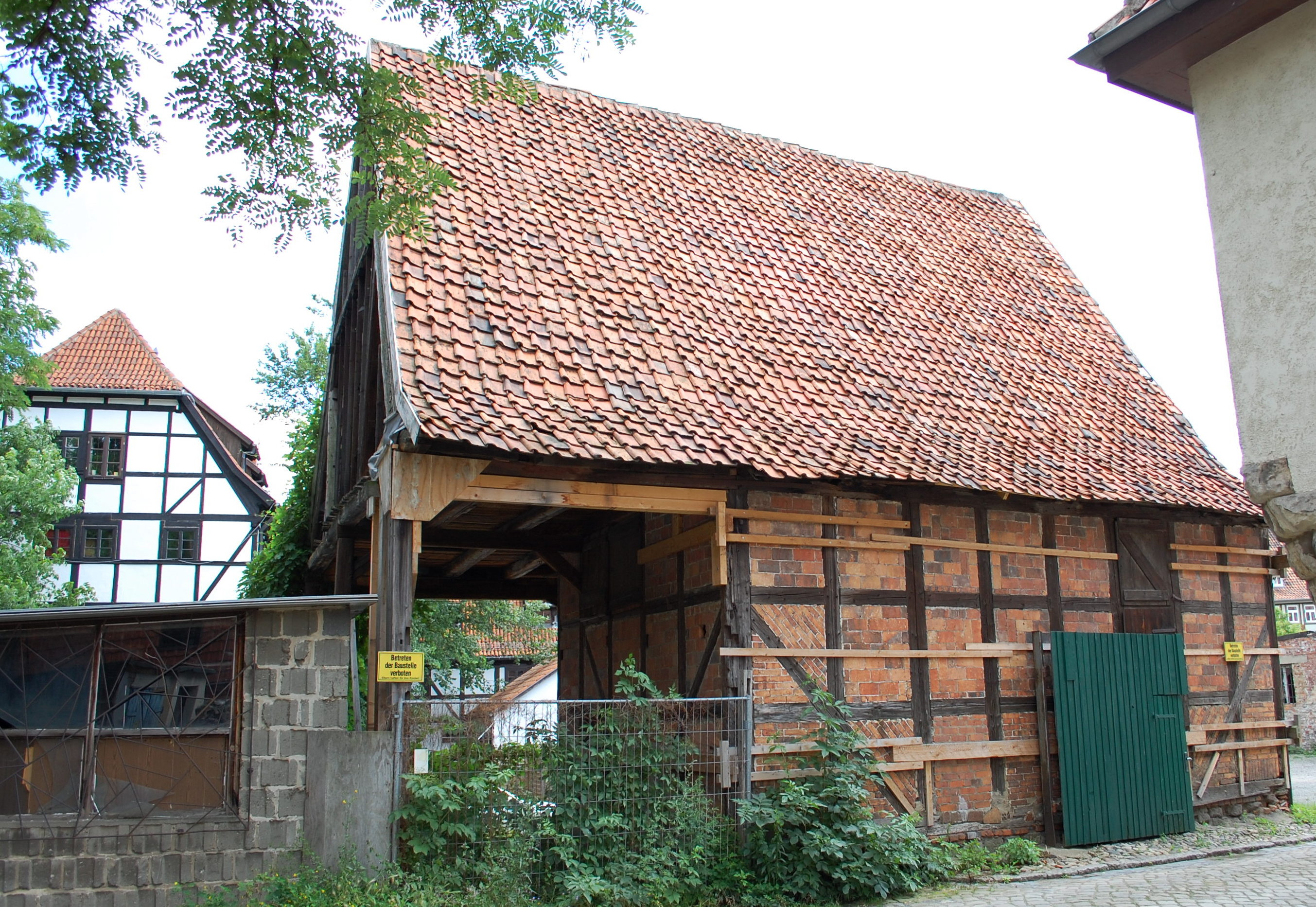
Torscheune

Das Haus Schmale Straße 13 ist ein denkmalgeschütztes Gebäude in der Stadt Quedlinburg in Sachsen-Anhalt.

## Lage
Es befindet sich auf der Westseite der Schmalen Straße, nördlich des Marktplatzes der Stadt. Das Gebäude ist im Quedlinburger Denkmalverzeichnis als Kaufmannshof eingetragen und gehört zum UNESCO-Weltkulturerbe. Südlich grenzt das gleichfalls denkmalgeschützte Haus Schmale Straße 12 an.

## Architektur und Geschichte
Nach einer Inschrift auf der Stockschwelle entstand das Fachwerkhaus im Jahr 1592 für Johannes Doringk. Das Fachwerk des im Stil der Renaissance errichteten Gebäudes ist reich verziert. Auffällig sind die Fächerrosetten auf den Fußwinkelhölzern sowie volle Kreie mit Zirkelornamenten. Darüber hinaus bestehen Schiffskehlen und Zylinderbalkenköpfen. Der dreigeschossige Hofflügel entstand etwa um 1660. Im 18. Jahrhundert wurde das untere Geschoss überformt. Aus dieser Zeit stammen die zweiteilige Klöntür sowie die Fensterläden.
In den 1960er Jahren hatte sich der bauliche Zustand erheblich verschlechtert. 1968 bot das Institut für Denkmalpflege der Stadt Quedlinburg Beihilfemittel zur Durchführung von Reparaturen an. Mangels zur Verfügung stehender Baubetriebe konnten die Mittel jedoch nicht abgerufen werden.
Von 1975 bis 1977 fand, bei Erhalt der Fassade, eine weitgehend in massiver Bauweise durchgeführte Erneuerung des Gebäudes statt, wobei polnische Spezialisten der Staatlichen Werkstätten für Denkmalpflege Polens (Pracownie Konserwacji Zabytków, PKZ), Betriebsteil Thorn zum Einsatz kamen. Zum damaligen Zeitpunkt bestand beim PKZ die Auffassung, dass nur durch eine massive Bauweise eine dauerhafte Sanierung von Fachwerkbauten möglich sei. Es entstanden 36 Zentimeter starke Wände, die massiv ausgeführte Decken tragen. Die historische Fachwerkfassade wurde in diese Wände eingefügt und wird von den Wänden getragen. Darüber hinaus bestanden spezielle Anforderungen an den Brandschutz, da eine Nutzung als Bauarbeiterunterkunft und später als Jugendherberge vorgesehen war. Vor diesem Hintergrund wurde das Projekt auch vom Institut für Denkmalschutz bestätigt. Durch diese Form der Bauausführung verschwanden jedoch große Teile der historischen Holzkonstruktionen, die Raumaufteilung und Ausstattungselemente, wie Türen und Treppen und ein Kamin im Seitenflügel. Auch im Inneren ursprünglich noch erhaltene Dekorationselemente aus schwarzen und roten Beistrichen und Beschneidungen gingen verloren.
Ursprünglich war das Gebäude länger. Drei Gebinde gehören jetzt zum südlich angrenzenden Haus Schmale Straße 12.
Die zum Grundstück gehörende Torscheune entstand im 18. Jahrhundert.